# The Bang Bang Club
The Bang Bang Club és una pel·lícula biogràfica dramàtica canadenca-sud-africana de 2010 escrita i dirigida per Steven Silver i protagonitza Ryan Phillippe com a Greg Marinovich, Malin Åkerman com a Robin Comley, Taylor Kitsch com a Kevin Carter, Frank Rautenbach com a Ken Oosterbroek i Neels Van Jaarsveld com a João Silva. Retraten la vida de quatre fotoperiodistes actius als townships de Sud-àfrica durant el període de l'apartheid, especialment entre 1990 i 1994, des de quan Nelson Mandela va sortir de la presó a les eleccions de 1994.
És una adaptació cinematogràfica del llibre The Bang-Bang Club: Snapshots from a Hidden War coescrit per Greg Marinovich i João Silva, que formaven part del grup de quatre fotògrafs conegut com el Bang-Bang Club, els altres dos membres eren Kevin Carter i Ken Oosterbroek.

## Argument
La pel·lícula explica la història de quatre joves i els extrems als quals van arribar per capturar les seves imatges els dies anteriors a la caiguda de l'apartheid a Sud-àfrica.

## Repartiment
Els membres del Bang-Bang Club
- Ryan Phillippe com a Greg Marinovich
- Malin Åkerman com a Robin Comley
- Taylor Kitsch com a Kevin Carter
- Frank Rautenbach com a Ken Oosterbroek
- Neels Van Jaarsveld com a João Silva

Altres papers
- Patrick Lyster com a James Nachtwey
- Russel Savadier com a Ronald Graham
- Alf Kumalo com ell mateix

## Distribució
La pel·lícula es va estrenar al Festival Internacional de Cinema de Toronto (TIFF). Entertainment One tenia els drets de distribució al Canadà. Tribeca Film va adquirir els drets de distribució nord-americans. Es va estrenar als cinemes als Estats Units el 22 d'abril de 2011. Segons The Numbers, la pel·lícula només es va projectar a nou sales dels Estats Units on va guanyar 124.791 $.

## Recepció
The Bang Bang Club va rebre crítiques diverses. El juny de 2020 tenia una puntuació del 49% a Rotten Tomatoes basada en 47 ressenyes, amb una puntuació mitjana de 5,89/10.
Judith Matloff, una veterana corresponsal a l'estranger i editora col·laboradora a Columbia Journalism Review va dir que la pel·lícula va ser "l'última producció de Hollywood per aconseguir el paper del corresponsal del conflicte equivocat". Matloff va escriure: "Però els periodistes i fotògrafs ubicats a Sud-àfrica en aquell moment també eren éssers humans compassius que es van exposar al perill perquè volien gravar la història. Això no passa especialment a la pel·lícula. En canvi, Silver juga amb l'estereotip de Hollywood dels periodistes com a forasters sense cor. Després d'un dia divertit fent fotos de persones negres massacrant-se, els nois tornen als suburbis blancs i fan festa, la qual cosa implica que el vessament de sang és un joc per a ells." Matloff va treballar amb Marinovich. i va conèixer a Silva, ja que era membre del cos de premsa de Johannesburg a principis dels anys noranta. Va escriure que Marinovich s'havia desvinculat de la versió cinematogràfica. No és la meva vida. No veig el personatge com jo."
A The Guardian, Miriam Brent va dir: "De manera frustrant, però, tot i que la pel·lícula planteja preguntes pertinents sobre quan deixar la càmera, evita aprofundir en aquests dilemes morals i la tensió emocional que s'enfronta, evita aprofundir en aquests dilemes morals i la tensió emocional a què s'enfronten els fotògrafs de combat. En canvi, ens introdueixen a un món alimentat per la testosterona en el qual esquivar les bales és només una altra manera de rebre puntades abans que comenci la festa. … És una llàstima que la cinematografia aconseguida no sigui igualada per un guió que deixi ressaltar la veritable valentia i els èxits dels fotoperiodistes de combat, com es mereixen."